# TCI 勝景遊

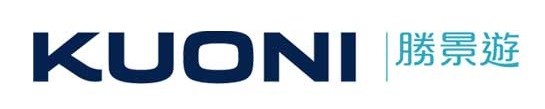
2020年前Kuoni勝景遊的商標

圜之旅有限公司，營業名稱TCI 勝景遊（英語：TCI Travel），又名勝景遊、勝景旅遊，是香港一家歷史悠久的旅行社。牌照號碼：350299。

## 歷史
旅行社前身是於1965年由英國鐵行輪船公司（又名）創辦的香港鐵行旅遊部。雖然，鐵行早於英屬香港開埠之初，已於香港展開航運業務。鐵行與鐵行旅遊部曾與香港大學校外課程部合辦「海運研討會」。該部門於1978年，在香港註冊為有限公司。在翌年（1979年），鐵行旅遊與新加坡航空公司合作舉辦來往歐洲的旅行團。
鐵行旅遊曾於新加坡設立代表處，並於1983年，成為英國旅遊公司，於香港、新加坡和馬來西亞的營業代理。1985年，旗下的歐洲線旅行團，由5條路線增至13條。據報導，該社於當時發展為主營歐洲旅行，亦曾受切爾諾貝爾核事故影響，使其營業額下跌。
及後，鐵行旅遊又發展鐵行勝景遊、勝景遊作為品牌，並營運至歐洲、肯亞、美國、加拿大等地的旅行團。
在1997年，瑞士旅業集團（英語：The Kuoni Travel Group）購入香港鐵行旅遊的50%股權。及後，另外的50%股權由鐵行的分支機構鐵行公主郵輪公司（英語：P&O Princess Cruises）擁有。在2000年12月31日，香港鐵行旅遊的資產淨值為720萬美元。在2002年，郵輪公司嘉年華收購同業鐵行公主郵輪公司，並可以在該業務上繼續使用品牌。該收購亦令嘉年華公司間接擁有香港鐵行旅遊。
2003年，瑞士旅業集團向嘉年華收購餘下50%香港鐵行旅遊股權，但於2005年，公司才正式更改名稱與品牌（詳見下文）。
2015年，總部位於加拿大的跨國集團Fairfax Financial，透過子公司托馬斯·庫克（印度）有限公司（曾是托马斯·库克集团一員），向瑞士旅業集團收購該集團的香港、印度業務，但香港業務：圜之旅有限公司（截至現年2019年），仍使用Kuoni 勝景遊作為營業名稱（商號）。截至2019年，圜之旅有限公司的直接母公司為印度註冊的，為托馬斯·庫克（印度）集團的一員。根據母公司年報，截至2019年3月31日，圜之旅有限公司的資產淨值為印度盧比8,008.3拉克（8.0083億）、淨利潤1.9327億盧比。
2020年，KUONI勝景遊的品牌名稱及營運商標改為 TCI 勝景遊。

## 名稱
根據香港公司註冊處，該旅行社中英文正式名稱分別為（1978年至2005年）、鐵行旅遊有限公司（1987年至2005年）。
被瑞士旅業集團收購後，於2005年中英文改名為瑞士旅業（中國）有限公司、；中文名於同年4月再改為瑞士旅業有限公司。但公司亦使用勝景遊、勝景旅遊作為品牌，但與同名香港公司「勝景旅遊有限公司」無關。值得一提的事，母公司瑞士旅業集團曾於廣州設立子公司「胜景旅游（广东）有限公司」。
被Fairfax Financial收購後，於2016年10月3日再改名為圜旅有限公司（英語：Travel Circle International Services Limited）。同月13日，圜旅與姊妹公司圜之旅有限公司（英語：Travel Circle International Limited）合併，後者為存續公司，但仍使用Kuoni勝景遊作為品牌至2020年。公司亦使用「自由遊」作為品牌，推廣其自由行產品。

## 業務性質
- 出外旅遊（離港）[2]
  - 旅行團（零售）
  - 旅行團（批發 / 組團社）
  - 票務（零售）
  - 機票加酒店套餐
  - 商務旅遊
  - 會議、展覽及獎勵旅遊
  - 代訂酒店
  - 郵輪假期
- 來港旅遊[2]
  - 長線（例如：美洲 / 歐洲 / 非洲 / 澳紐）
  - 日本 / 韓國 / 東南亞 / 印度
  - 中國內地 / 台灣
  - 代訂酒店
  - 會議、展覽及獎勵旅遊
  - 國家旅遊局確認香港遊接待社（須經議會向國家旅遊局申請）

## 醜聞
2005年，香港商人謝瑞麟，與其子謝達峰被香港警方拘捕。兩人涉嫌向勝景遊（當時名為鐵行旅遊）及另外四間旅行社的僱員提供非法回佣，作為安排旅行團參觀謝瑞麟珠寶的報酬。據稱，旅行社高層並不知情。

### 旅行團意外
- 1991年5月26日，勞達航空004號班機空難，勝景遊前身鐵行旅遊一個歐洲旅行團。[來源請求]乘坐該班機往維也納時在曼谷附近上空遇上空難，36名港客死亡。
- 2013年2月26日，埃及路克索熱氣球事件，導致9名香港遊客身亡。熱氣球為自費項目，勝景遊領隊並沒有親自協助團員購買相關旅遊保險[17]。

## 外部連結
- 官方网站